# Alan Davidson (escritor culinario)

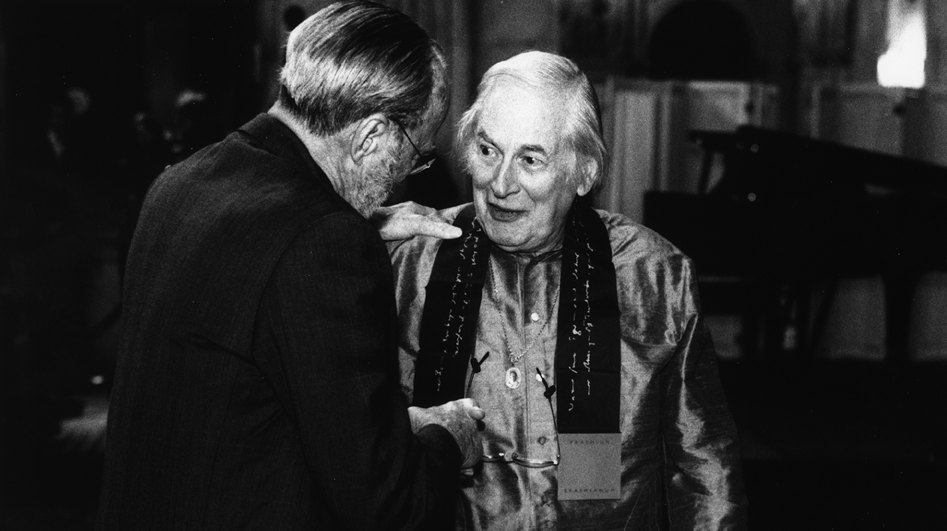
Alan Davidson (2003)

Alan Eaton Davidson (Derry, Irlanda del Norte, 30 de marzo de 1924 – ¿?, 2 de diciembre de 2003) fue un diplomático e historiador británico, conocido por haber escrito y editado muchas obras sobre la comida y la gastronomía. Fue el autor de su enciclopedia alimentaria de 900-páginas denominada Oxford Companion to Food (1999).